# Jean-Marie Catonné
 (novembre 2024).
Si vous disposez d'ouvrages ou d'articles de référence ou si vous connaissez des sites web de qualité traitant du thème abordé ici, merci de compléter l'article en donnant les références utiles à sa vérifiabilité et en les liant à la section « Notes et références ».
Jean-Marie Catonné est un romancier et essayiste français.
Il est l'auteur de plusieurs romans dont Portraits volés sur le trafic des œuvres d'art durant l'Occupation, et Double Je sur le monde de l'édition. Il vient de publier Une vie de carrosse sur les tribulations d'une comédienne sous la Révolution et l'Empire.
Professeur de philosophie à l'École alsacienne durant plusieurs décennies (1967-2006), il a publié, en 1990, la première étude sur l'ensemble de l'œuvre de Romain Gary auquel il a consacré une biographie chez Actes Sud, Romain Gary, de Wilno à la rue du Bac, et de nombreux articles de revue.

### Romans
- La Tête étoilée, roman, Plon, 1996[1]
- Portraits volés, roman, Plon 2001 (Pocket 2004)[2]
- Villa Les Mésanges bleues, roman, Plon 2002[3]
- Double Je, roman, Héloïse d'Ormesson, 2007 (Pocket 2011)[4]
- Une vie de carrosse, roman, Héloïse d'Ormesson, 2019

### Essais et biographies
- Romain Gary-Emile Ajar, collection "les dossiers belfond", Pierre Belfond, 1990[5]
- Queneau, collection "les dossiers belfond", Pierre Belfond, 1992[6]
- Romain Gary, de Wilno à la rue du Bac, biographie, Actes Sud, 2010[7]
- Amédée Dunois, de Clamecy à Bergen-Belsen, biographie, Arbre bleu éditions, 2016[8]

### Études sur Romain Gary
- Écrivains faussaires : Queneau et Gary, Quai Voltaire, revue littéraire, no 4,1992
- La mort voulue, Cahier de l'Herne Romain Gary, no 85, 2005
- L'aviateur enterré, Romain Gary, l'ombre de l'histoire, Littératures, no 56, Presses universitaires de Toulouse Le Mirail, 2007[9]
- Gary et l'héritage républicain, Romain Gary 1, la revue des lettres modernes, Minard, 2011
- La farce idéaliste, Romain Gary, revue Europe, no 1022-1023, 2014
- Portrait de l'écrivain en picaro, Romain Gary 2, la revue des lettres modernes Minard, Classiques Garnier, 2014
- Gary et la légende du Juif errant, Romain Gary 2, la revue des lettres modernes Minard, Classique Garnier, 2014
- Tonton Macoute ou Ajar fossoyeur de Romain Gary, Romain Gary, une voix dans le siècle, Honoré Champion, 2018[10]

### Autres textes
- Queneau ou la philosophie recyclée, Quai Voltaire, revue littéraire, no 5,1992
- Des idées et des lettres, Quai Voltaire, revue littéraire, no 7, 1993
- Excès de mémoire, nouvelle, Eden productions, 2003
- Grandes Vacances, in C'est mon Tour, Eden productions, 2003[11]
- Seul Dieu n'a pas de maman, nouvelle, Ecrivainsenligne.com, 2005
- Pour quoi écrire? Le sens de l'art et l'art des sens, Arts et Thérapie, Confrontations, 2011[12]
- Jean-Jacques, un personnage rousseauiste, Jean-Jacques Rousseau, l'art et la nature, Arts et Thérapie, Confrontations, 2012[13]
- Amédée Dunois, redécouvreur de Claude Tillier, Cahiers Claude Tillier, no 6, 2014
- Amédée Dunois, internationaliste nivernais, Société Scientifique et Artistique de Clamecy 2015
- Amédée Dunois et Romain Rolland en-dessous de la mêlée, L'OURS recherche socialiste, hors-série 76-77, 2016
- Tillier en pays anarchiste, Cahiers Claude Tillier, no 9, 2017
- Suzanne Buisson socialiste, féministe et Résistante, L'OURS recherche socialiste, hors-série 80-81, 2017
- Un proscrit du coup d'État de 1851, Société Scientifique et Artistique de Clamecy 2019
- Charles-Pierre Fieffé, conservateur des musées de la Nièvre, Société Scientifique et Artistique de Clamecy 2020

- Non publié, destiné à la famille Catonné, Le voyage de mon père au pays de Staline en 1931